# 吉耶讷地区莱维尼亚克
吉耶讷地区莱维尼亚克（法語：Lévignac-de-Guyenne，法語發音：[leviɲak də ɡɥijɛn]），或纯音译作莱维尼亚克-德吉耶讷，是法国洛特-加龙省的一个市镇，属于马尔芒德区。

## 地理
吉耶讷地区莱维尼亚克（44°37'46"N, 0°11'57"E）面积25.02 平方千米，位于法国新阿基坦大区洛特-加龍省，该省份为法国西南部内陆省份，北起多爾多涅省，西接吉倫特省和朗德省，南至热尔省，东临塔恩-加龙省和洛特省。
与吉耶讷地区莱维尼亚克接壤的市镇（或旧市镇、城区）包括：德罗河畔圣皮埃尔、科邦-圣索沃尔、塔耶卡瓦、蒙特通、圣阿维、圣热罗。

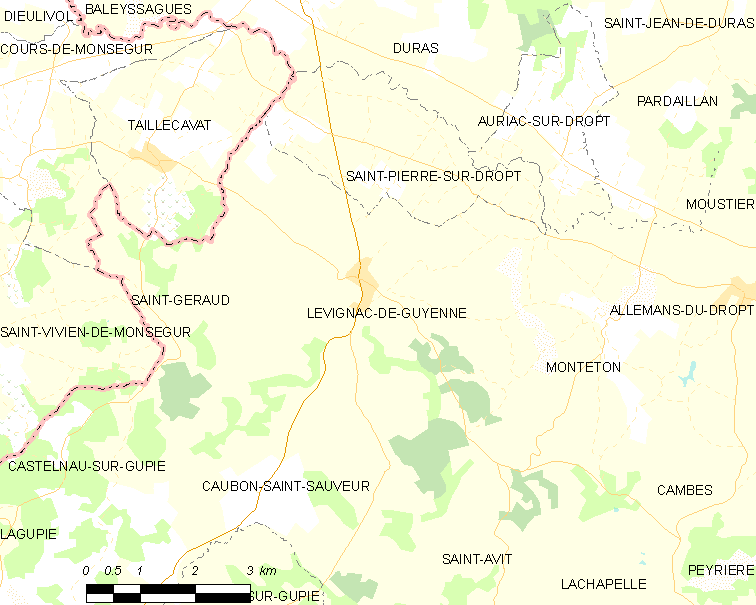
吉耶讷地区莱维尼亚克的OSM定位图

吉耶讷地区莱维尼亚克的时区为UTC+01:00、UTC+02:00（夏令时）。

## 行政
吉耶讷地区莱维尼亚克的邮政编码为47120，INSEE市镇编码为47147。

## 政治
吉耶讷地区莱维尼亚克所属的省级选区为吉耶讷山丘县。

## 人口

1962-2008年间吉耶讷地区莱维尼亚克人口变化图示

吉耶讷地区莱维尼亚克于2022年1月1日时的人口数量为678人。